# Сан-Хосе-де-Майо
Сан-Хосе-де-Майо (исп. San José de Mayo) — город в южной части Уругвая, административный центр департамента Сан-Хосе.

## География
Расположен в центральной части департамента, в 90 км к северо-западу от Монтевидео, на пересечении национальных шоссе № 3 и № 11. Вдоль восточных и северо-восточных границ города протекает река Сан-Хосе. Абсолютная высота — 45 метров над уровнем моря.

## Экономика
Важный промышленный центр региона. Промышленность основана главным образом на переработке сельскохозяйственной продукции, имеются химическая и другие отрасли.

## История
Сан-Хосе-де-Майо был основан 1 июля 1783 года. Получил статус малого города (Villa) ещё до независимости Уругвая, а статус города (Ciudad) — 12 июля 1856 года.

## Население
Население по данным на 2011 год составляет 36 743 человека.
| Год  | Население |
| ---- | --------- |
| 1867 | 3224      |
| 1908 | 12 297    |
| 1963 | 27 482    |
| 1975 | 28 554    |
| 1985 | 31 825    |
| 1996 | 34 552    |
| 2004 | 36 129    |
| 2011 | 36 743    |

Источник: Instituto Nacional de Estadística de Uruguay